# 江貴
江貴（1431年—1491年），字公輔，號陶峰主人，江西撫州府金谿縣人，明朝政治人物。進士出身。

## 生平
早年出身國子生，中成化七年（1471年）辛卯科江西鄉試第八十五名舉人。成化十一年（1475年）乙未科會試第二百三十三名，殿試登進士第二甲第五十八名，兵部觀政，十五年授官河南信阳州知州，九載任满，二十三年为布政使所抑，谢病东归。弘治三年（1490年）春起升南京工部营缮司郎中，四年卒于官，壽六十一。

## 家族
曾祖父江文卿。祖父江栢舟。父亲江汝濱。母傅氏。永感下。兄福、寿、康、宁、显、荣、华、富。弟全。